# Yanka Diáguileva
Yanka Diáguileva (en ruso: Янка Станиславовна Дягилева, romanizado: Yana Stanislávovna Diáguileva); Novosibirsk, 4 de septiembre de 1966 - 9 de mayo (?) de 1991) poeta y cantautora soviética.

## Biografía
Habitualmente se destaca a Yanka Diáguileva como una de las más brillantes figuras del punk-rock underground ruso. Notablemente influida por el también poeta y músico Aleksandr Bashlachov, de quien fue amiga, y por Yegor Létov, con quien, además de participar en diversos proyectos, como la banda Grazhdánskaya Oborona, mantuvo una relación sentimental. En su carrera en solitario, sus canciones combinan el nihilismo y urgencia del punk-rock con melancólicos pasajes cercanos al folk.

### Muerte
El 9 de mayo de 1991, Yanka dejó su casa de campo en la cual vivía junto a su familia y desapareció. El 17 de mayo, su cuerpo sin vida fue hallado junto al río Inia. Si bien se especuló con el suicidio, debido a una prolongada depresión que la artista venía sufriendo, esta versión nunca ha sido confirmada oficialmente.
Solo tras su muerte su obra llegó al gran público en Rusia.

## Discografía

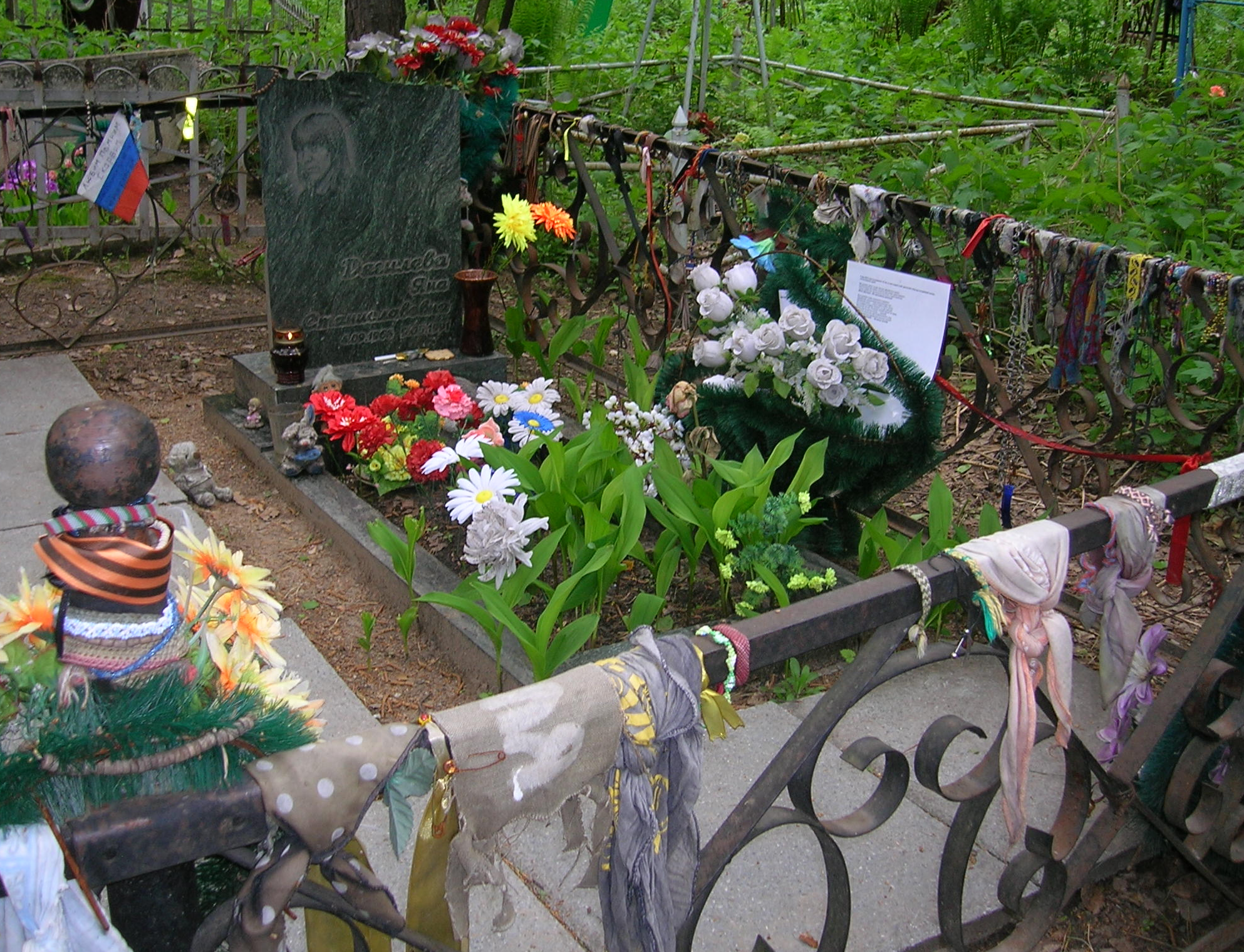
Tumba de Yanka Diáguileva en el cementerio Zaiéltsovskoie de Novosibirsk.

Álbumes editados oficialmente por Yanka Diáguileva:
- Ne polózheno! (1988)
- Declassírovannym eleméntam (1988)
- Live in Kurgan (1988)
- Pródano! (1989)
- Krasnogvardéyskaya (Live in Moscow) (1989)
- Live in Kharkov, Ukraine (1989)
- Domoy! (1989)
- Anhedonia (1989)
- Yanka & Grazhdanskaya Oborona live in MEI (1990)
- Styd i Sram (1991)

A esta lista habría que añadir diversos discos autoproducidos.